# Hartville (Missouri)
Hartville è un comune degli Stati Uniti d'America, situato nello Stato del Missouri, nella contea di Wright, della quale è il capoluogo.